# 岐阜県道273号池田揖斐川大野線
岐阜県道273号池田揖斐川大野線（ぎふけんどう273ごう いけだいびがわおおのせん）は、岐阜県揖斐郡池田町から同郡大野町に至る一般県道である。

## 概要

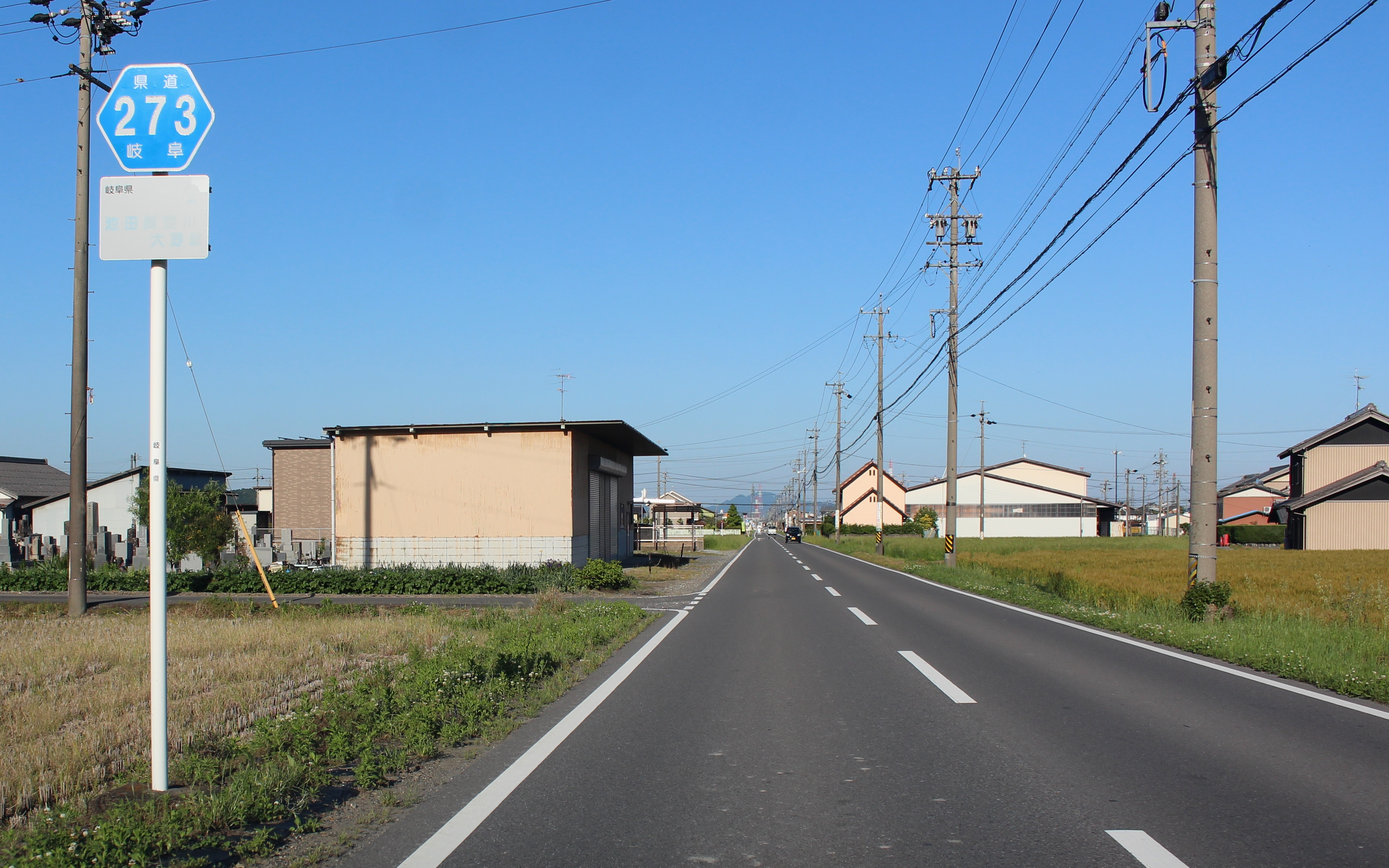
岐阜県道273号池田揖斐川大野線、揖斐郡池田町沓井にて

### 路線データ
- 起点：岐阜県揖斐郡池田町粕ケ原（岐阜県道254号藤橋池田線交点）
- 終点：岐阜県揖斐郡大野町大字相羽[1]

## 沿革
- 1977年（昭和52年）2月27日：認定[2]
- 2018年（平成30年）12月14日：区域および終点の変更。終点が大野町大字六里から延長され、同町大字相羽に変更される[1]。ただし、延長された区間の大半は2022年（令和4年）時点で未供用である。

## 路線状況

### 橋梁
- 三町大橋：揖斐川

### 重複区間
- 岐阜県道92号岐阜巣南大野線：大野町大字麻生地内（稲荷神社南東の交点から南西の交点にかけて重複）

## 地理

### 通過する自治体
- 岐阜県
  - 揖斐郡
    - 池田町
    - 揖斐川町
    - 大野町

### 接続する道路
- 岐阜県道254号藤橋池田線（池田町杉野地内）
- 国道417号（脛永溝口交差点）
- 岐阜県道261号脛永万石線（揖斐川町脛永地内 - 池田町杉野地内）
- 岐阜県道263号本庄揖斐川線（揖斐川町島地内）（同県道は三町大橋付近で当県道の下を通過しているため、直接接続していない）
- 大野町道（旧岐阜県道264号公郷中之元線）（大野町大字中之元地内（鶯保育園北東））
- 岐阜県道92号岐阜巣南大野線（大野町大字麻生地内（稲荷神社南東および南西の2箇所））

### 周辺

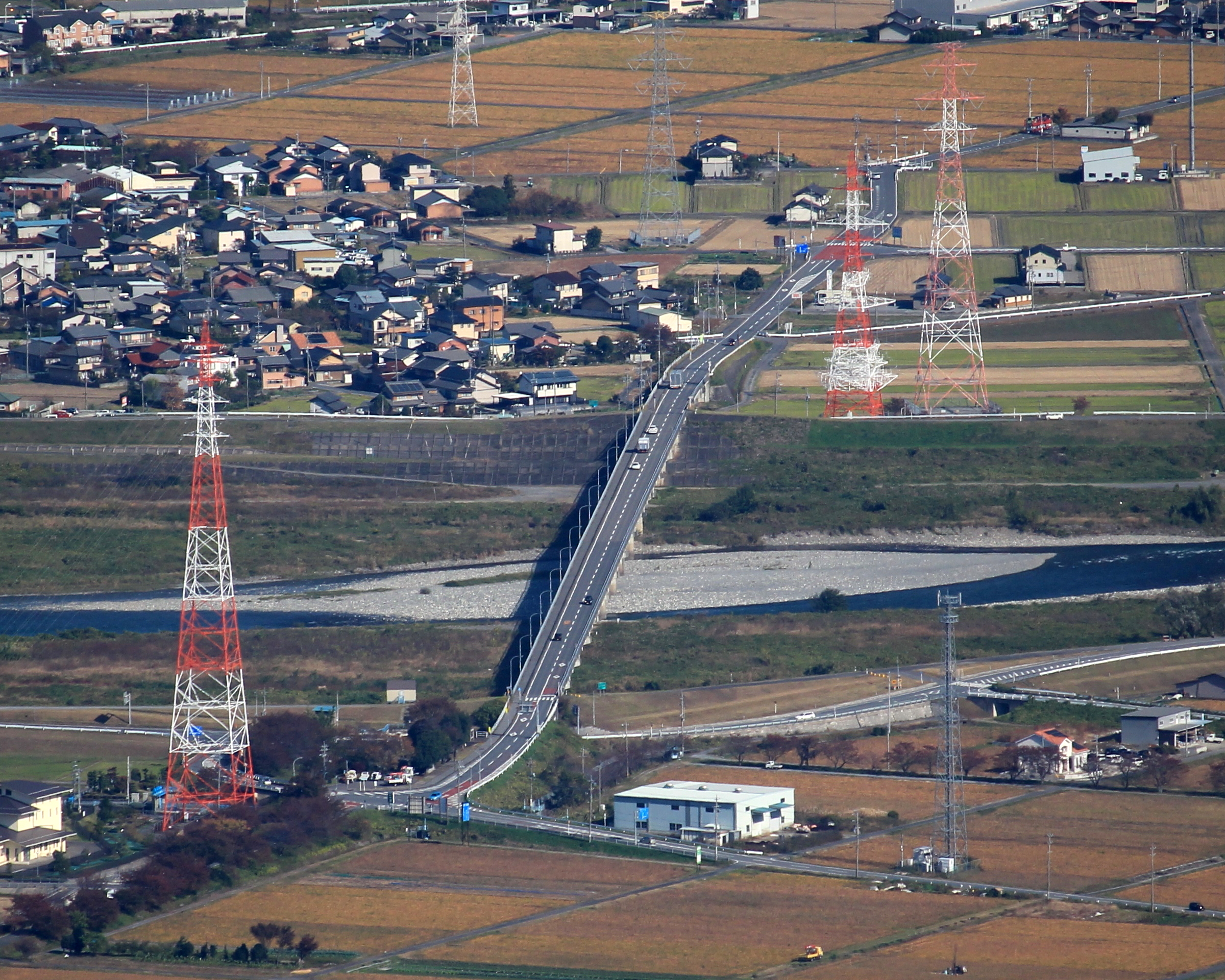
揖斐川に架かる三町大橋

- 養基小学校養基保育所組合立養基小学校
- 養老鉄道養老線 揖斐駅
- 濃尾ブロック工業
- 大野郵便局